# Шевченківська сільська територіальна громада (Миколаївська область)
Шевченківська сільська територіальна громада — територіальна громада в Україні, у Миколаївському районі Миколаївської області. Адміністративний центр — село Шевченкове.
Площа громади — 296,81 км², населення — 10 474 мешканці (2018).
Утворена 2 вересня 2016 року шляхом об'єднання Зеленогайської, Котляревської, Мирнівської, Полігонівської та Шевченківської сільських рад тодішнього Вітовського району.

## Населені пункти
До складу громади входить 21 населений пункт  — 14 сіл і 7 селищ:
| Населений пункт                                  | Населення (2016) |
| ------------------------------------------------ | ---------------- |
| Шевченкове (Шевченківський старостинський округ) | 2903             |
| Полігон                                          | 2034             |
| Котляреве                                        | 1461             |
| Зелений Гай                                      | 1038             |
| Центральне                                       | 1012             |
| Миколаївське                                     | 1006             |
| Вавилове                                         | 816              |
| Промінь                                          | 809              |
| Мирне                                            | 664              |
| Любомирівка                                      | 620              |
| Новокиївка                                       | 602              |
| Шевченкове (Котляревський старостинський округ)  | 545              |
| Знам'янка                                        | 481              |
| Новогригорівка                                   | 435              |
| Богородицьке                                     | 235              |
| Зоря                                             | 232              |
| Оленівка                                         | 185              |
| Тернові Поди                                     | 165              |
| Водник                                           | 148              |
| Шмідтове                                         | 130              |
| Новоруське                                       | 90               |